# Anual Tucumano 2018
El Anual Tucumano 2018 fue la quincuagésima cuarta edición del torneo de rugby que agrupa a los clubes de la Unión de Rugby de Tucumán.
Fue la primera edición del torneo más importante del rugby tucumano, luego de 20 años sin disputarse, ante la fundación del Torneo Regional del Noroeste en 1999. El retorno del torneo se debió a la desaparición del Campeonato Argentino de Mayores y al lugar en el calendario que este suceso dejó.
La final del torneo se jugó entre los dos clubes más ganadores de la historia del torneo: Tucumán Rugby (18 títulos) y Universitario (17 títulos). Los de Yerba Buena derrotaron a Uni por 33 a 26 y se consagraron campeones del certamen.

## Formato
El torneo se dividió en dos zonas de cinco equipos, donde los primeros de cada zona clasificó a la final por el campeonato.

## Equipos participantes
| Club                | Ciudad                |
| ------------------- | --------------------- |
| Tucumán Rugby       | Yerba Buena           |
| Jockey Club         | Yerba Buena           |
| Universitario       | San Miguel de Tucumán |
| Lawn Tennis         | San Miguel de Tucumán |
| Natación y Gimnasia | San Miguel de Tucumán |
| Los Tarcos          | San Miguel de Tucumán |
| Cardenales          | San Miguel de Tucumán |
| Lince               | San Miguel de Tucumán |
| Huirapuca           | Concepción            |
| Aguará Guazú        | Aguilares             |

## Tabla

### Zona A
| Equipos                  | Encuentros | Puntos |
| Equipos                  | PJ         | Puntos |
| ------------------------ | ---------- | ------ |
| Universitario Rugby Club | 4          | 19     |
| Tucumán Lawn Tennis Club | 4          | 12     |
| Huirapuca                | 4          | 9      |
| Lince Rugby Club         | 4          | 5      |
| Aguará Guazú             | 4          | 4      |

### Zona B
| Equipos                  | Encuentros | Puntos |
| Equipos                  | PJ         | Puntos |
| ------------------------ | ---------- | ------ |
| Tucumán Rugby Club       | 4          | 15     |
| Los Tarcos Rugby Club    | 4          | 13     |
| Cardenales Rugby Club    | 4          | 13     |
| Club Natación y Gimnasia | 4          | 4      |
| Jockey Club de Tucumán   | 4          | 1      |
|  | Clasificados a la final. |

## Final
|  | Tucumán Rugby | 33 - 26 | Universitario |  |  |

| Campeón Tucumán Rugby |